# Kutara breviplata
Kutara breviplata är en insektsart som beskrevs av Chandrasekhara A. Viraktamath 1998. Kutara breviplata ingår i släktet Kutara och familjen dvärgstritar. Inga underarter finns listade i Catalogue of Life.